# Entführung von Steven Stayner
Die Entführung von Steven Stayner begann am 4. Dezember 1972 im kalifornischen Merced, als der siebenjährige Steven Stayner auf seinem Weg von der Schule nach Hause vom Täter Kenneth Parnell in dessen Auto gelockt wurde. Stayner lebte anschließend über sieben Jahre in Parnells Gefangenschaft und wurde von diesem als sein Sohn ausgegeben. Am 14. Februar 1980 entführte Parnell mit dem fünfjährigen Timothy „Timmy“ White ein weiteres Opfer, was den nun 14-jährigen Stayner am 1. März 1980 dazu bewog, gemeinsam mit White zu fliehen.

## Vorgeschichte
Steven Gregory Stayner wurde am 18. April 1965 in Merced geboren. Seine Eltern waren Delbert „Del“ Stayner und Mary Katherine „Kay“ Augustine, die 1960 geheiratet hatten und dem Mormonentum angehörten. Steven hatte einen Bruder, Cary (* 1961), sowie die drei Schwestern Cindy (* 1963), Jody (* 1967) und Cory (* 1968). Ab 1967 wohnte die Familie Stayner auf einer Farm in Snelling im Norden des Merced County in Kalifornien, wo Del Stayner eine Mandelbaumplantage betrieb. Obwohl alle Familienmitglieder das Landleben genossen, gab Stayner die Farm im Jahre 1971 aus gesundheitlichen Gründen auf und die Familie zog zurück nach Merced in ein Einfamilienhaus in der Bette Street Nr. 1655. Dort wurde Steven im September 1971 an der Charles-Wright-Grundschule eingeschult. Er wurde als lebendiger, offener und höflicher Junge beschrieben, der schnell neue Freundschaften schloss.
Kenneth Eugene Parnell wurde am 26. September 1931 in Amarillo (Texas) geboren. Seine Eltern trennten sich 1937, und seine Mutter Mary zog mit den Kindern nach Bakersfield (Kalifornien). Nachdem sie zu Beginn der 1940er zurück nach Texas gegangen waren, lebten sie ab 1944 permanent in Bakersfield, wo Parnells Mutter eine Pension betrieb. Dort wurde er 1945 Opfer sexuellen Missbrauchs durch einen Gast. Nach einem Aufenthalt in einem Erziehungsheim im selben Jahr, weil er eine Weide in Brand gesetzt hatte, wurde Parnell kurz darauf wegen Autodiebstahls verhaftet und verbüßte zwei Jahre in einer Anstalt für jugendliche Straftäter in Whittier. Nach seiner Entlassung 1947 wurde er bald erneut straffällig und wurde in einem Heim in Lancaster untergebracht. Bereits in seiner Jugend machten sich bei Parnell pädophile Neigungen bemerkbar. 1951 wurde er erstmals wegen sexuellen Missbrauchs von Kindern verhaftet und in eine psychiatrische Anstalt eingewiesen, wo man ihn als Triebtäter einstufte. Er verbüßte mehrere Jahre Haft in verschiedenen Gefängnissen und wurde Ende der 1950er auf Bewährung entlassen. Auch nachher wurde er vielfach straffällig, unter anderem wegen Raubüberfalls. Parnell war bis zur Entführung drei Mal verheiratet; alle drei Ehen wurden nach wenigen Jahren geschieden. Im Mai 1972 trat er eine Stelle als Buchhalter in einem Hotel im Yosemite-Nationalpark an.

## Entführung

### Ablauf
Parnell erzählte seinem Kollegen Ervin Murphy, der im selben Hotel als Küchengehilfe arbeitete, er wolle einen misshandelten Jungen finden und sich um diesen kümmern. Gemeinsam mit Murphy fuhr er am 4. Dezember 1972 am Vormittag nach Merced, um Besorgungen zu machen und sich nach einem Opfer umzusehen. Zunächst hielt Parnell bei einem Einkaufszentrum und forderte Murphy auf, religiöse Broschüren an vorbeigehende Schulkinder zu verteilen. Murphy sprach zwei Jungen an, die Parnell jedoch nicht gefielen. Im Anschluss fuhren die beiden zu einer Tankstelle unweit der Grundschule, von der Steven kurz nach 14:00 auf dem Weg nach Hause war. Murphy übergab Steven eine Broschüre und bot an, dass Parnell ihn nach Hause bringen würde. Deshalb stieg Steven auf den Rücksitz des weißen Buicks ein und wurde in Parnells Unterkunft in Cathey's Valley entführt.
Parnell hielt Steven bei sich und erklärte in der Öffentlichkeit, der Junge sei sein Sohn „Dennis“. Sie wechselten oft ihren Wohnort innerhalb von Kalifornien.
Am 14. Februar 1980 kidnappte Parnell den fünfjährigen Timmy White im kalifornischen Ukiah. Nur knapp zwei Wochen später, am 1. März 1980, als Parnell zur Arbeit außer Haus war, gelang Steven und Timmy die Flucht. Sie trampten nach Ukiah und meldeten sich bei der Polizei, worauf sie ihren Familien wieder zugeführt werden konnten.
Parnell wurde angeklagt und verurteilt – jedoch nur wegen Entführung, nicht aber wegen der zahlreichen sexuellen Übergriffe auf Steven und andere Jungen, da sie teilweise verjährt waren oder sich außerhalb des Zuständigkeitsbereichs der ermittelnden Strafverfolgungsbehörde ereigneten. Nach fünf Jahren Haft kam er auf Bewährung frei.

## Aufarbeitung in den Medien
Der Film Steven – Die Entführung (Originaltitel: I know my first name is Steven) von 1989 beruht auf diesem Fall.
1991 erschien das Buch I Know My First Name is Steven von Mike Echols, das 1993 als Ich weiß nur, mein Name ist Steven auf Deutsch herausgegeben wurde. Parnell gestand dem Autor im Zuge der Entstehung des Buches, dass er Steven während der Jahre an die 3000 Mal missbraucht hat. Auf die Frage, ob er es je bereut hätte, sagte er nur, dass er es immer gehasst habe, das ganze Blut aufzuwischen, nachdem er den anfangs erst sieben Jahre alten Jungen missbrauchte. Er blieb bei seiner Auffassung, dass sein Verhältnis zu „seinem“ Jungen „normal“ gewesen sei und er ihm viel Liebe gegeben habe.

## Nachspiel
Steven Stayner schaffte es, nach einer langen, von Selbstmordgedanken und psychischen Problemen geprägten Phase, ein normales Leben zu beginnen. Er heiratete 1985 und wurde Vater zweier Kinder. Am 16. September 1989 starb er bei einem Motorradunfall.
Timmy White bekam ebenfalls Kinder. Seinen ersten Sohn nannte er im Gedenken an seinen Mitgefangenen Steven. Timmy White starb 35-jährig am 1. April 2010 in Santa Clarita (Kalifornien) an einer Embolie.
Kenneth Parnell wurde 2003 erneut verhaftet, als er einer verarmten Frau ihr Kind abkaufen wollte. Im Zuge des kalifornischen „Three-Strikes-Gesetzes“ wurde er dafür nun zu einer lebenslangen Freiheitsstrafe verurteilt. Er starb am 21. Januar 2008 im Alter von 76 Jahren im Gefängnis des kalifornischen Vacaville.
Am 28. August 2010 wurde im Applegate Park in Merced, dem Geburtsort von Steven Stayner, eine Statue zum Andenken an ihn sowie Timmy White enthüllt. Unter den anwesenden Gästen waren unter anderem Stayners Eltern Delbert und Katherine sowie dessen Tochter Ashley und die Mutter des kurz zuvor verstorbenen Timmy White.